# Värmdö (isola)
Värmdö è un'isola nella regione più interna dell'arcipelago di Stoccolma e copre un'area di 181,40 km², rendendola l'isola più grande dell'arcipelago. Värmdö è dopo Gotland e Ölandla terza isola più grande della costa orientale della Svezia. Värmdö si trova nella contea di Stoccolma.
È compresa tra i comuni di Värmdö e Nacka.